# Ulf Durling

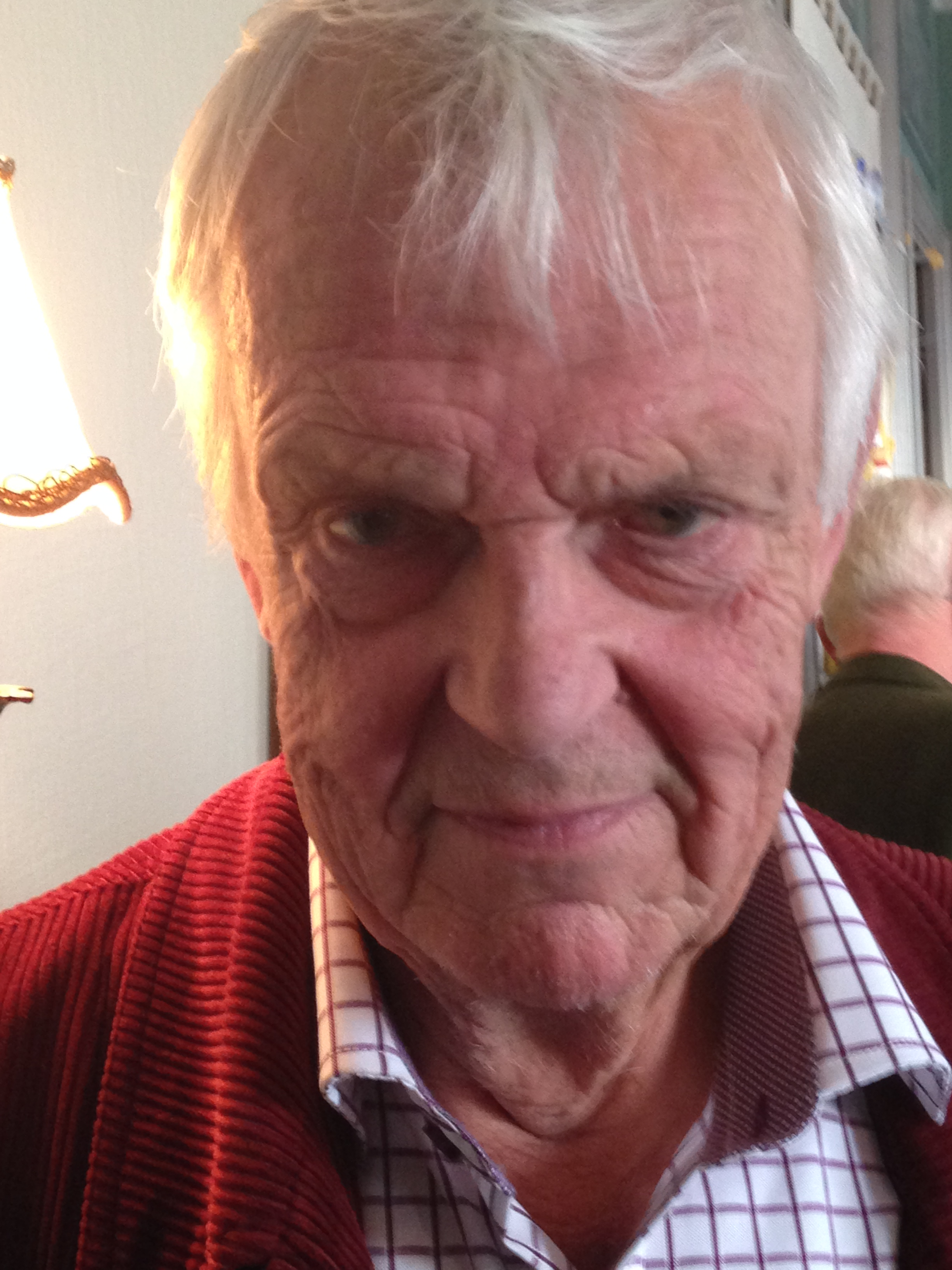
Ulf Durling på författarbesök i Skara 12 november 2014.

Ulf Durling, född 13 augusti 1940, är en svensk läkare (psykiater) som blivit känd som författare av psykologiska kriminalromaner och socialdeckare.

## Biografi
Ulf Durling föddes i Stockholm 1940, men flyttade 1948 till Köping där han tillbringade sin uppväxt. Litteraturintresset kom tidigt: "Min far var mån om att tidigt indoktrinera mig och min syster i litteraturens mysterier. Han högläste varje kväll för att hålla oss hemma." Bland de tidiga favoriterna fanns Agatha Christie och Charles Dickens. En av hans framtidsdrömmar var att bli professionell fagottist, men talangen räckte inte till.
1959 flyttade han tillbaka till Stockholm och utbildade sig till läkare på Karolinska institutet. Under studieperioden skrev han och skådespelade i flera studentspex. Han började sin tjänstgöring som psykiater på Danderyds sjukhus. Så småningom blev han lärare i psykiatri och chef för akutenheten på kliniken.
I slutet av 1960-talet fick Durling en idé till en mordmetod för en kriminalroman. Resultatet blev debutboken Gammal ost (1971), vars intrig bygger på att tre personer ger sina teorier om samma händelseförlopp. Boken, som beskrivits som en pusseldeckare, blev mycket väl mottagen, fick det allra första av Svenska Deckarakademins debutantpris och översattes genast till flera språk.
Succén gav blodad tand och han fortsatte skriva deckare. 1977 var han en av grundarna av Föreningen Kriminalförfattare i Stockholm, tillsammans med bland andra Olov Svedelid, Jan-Olof Ekholm och Ulla Trenter. För föreningens antologier bidrog han med flera noveller. 1981 valdes han in i Svenska Deckarakademin, och blev dess sekreterare. 1983 vann han Svenska Deckarakademins pris för bästa svenska kriminalroman med Lugnet efter stormen. Boken vann också tidningen Expressens Sherlock-pris.

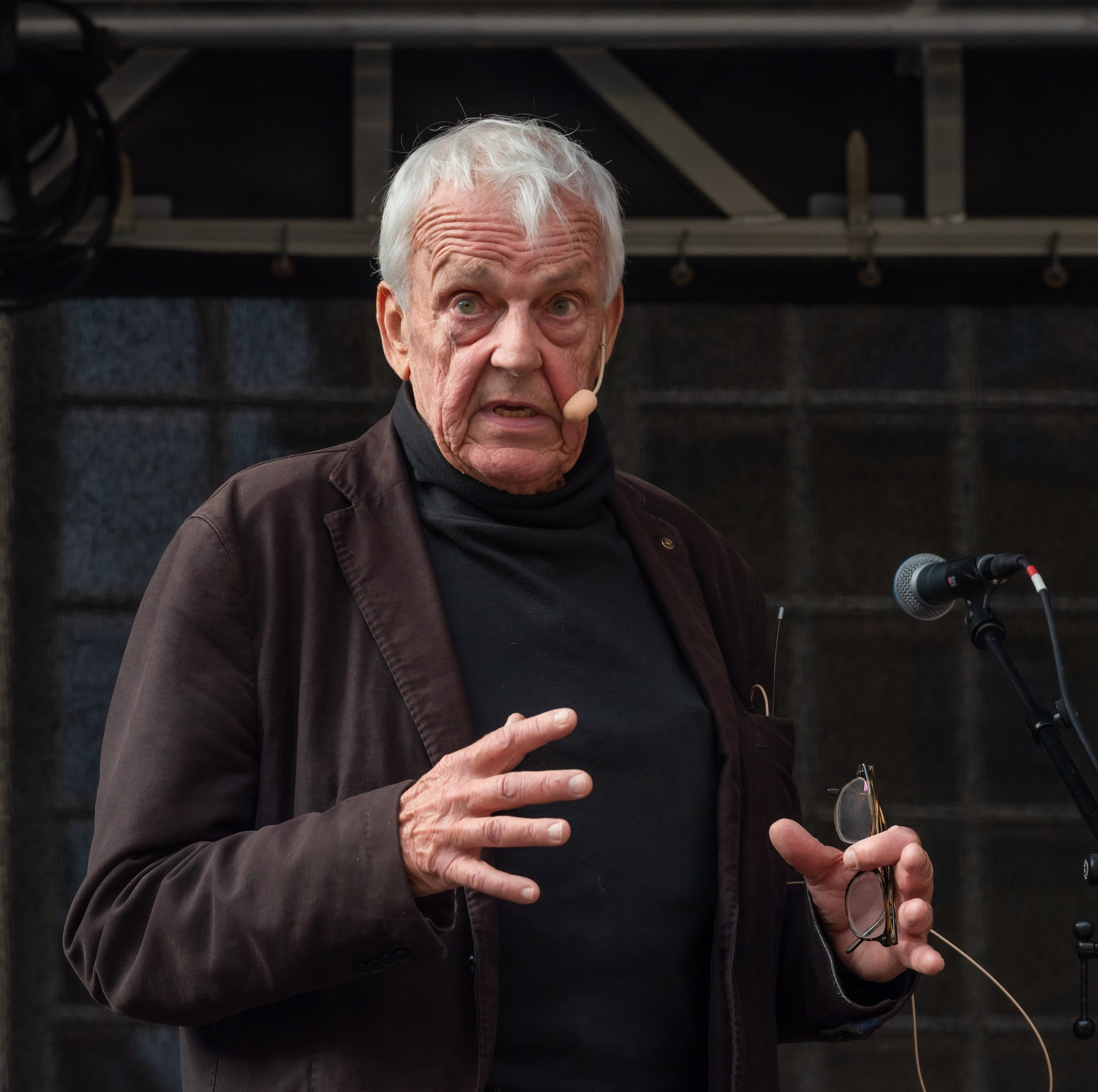
Ulf Durling på Stortorget under Stockholms bokhelg 2021.

| ”                           | Som författare måste man vara oerhört intresserad utav människan och människans psyke och förhållningssätt till omvärlden och varandra på ett helt annat sätt än den mera mekaniskt intresserade läkaren som lappar och lagar och förstår sjukdomar mot bakgrund av provrör och röntgenundersökningar. Psykiatrin är den specialitet inom läkarkonsten som baserar sin förståelse på insikter om hur vi är funtade i det själsliga, när det går snett på grund av erfarenheter och så vidare. Allt det där tycker jag utgör en humanistisk världsåskådning som återspeglas i just den specialiteten. Det gränsar och vetter väldigt nära intill litteratur och allmänt människointresse. Så det blev väldigt naturligt för mig att jag kombinerade det här båda sakerna när jag så småningom insåg att jag inte skulle göra någon större karriär som läkare. | „ |
| – Ulf Durling i en intervju | |   |

1996 blev Durling överläkare för Danderyd-Vaxholm-Österåkers mobila akutteam i Mörby Centrum. Han är sakkunnig i flera länsrätter och är föredragande i ett av Socialstyrelsens rättsliga råd. Hösten 2005 blev han pensionär.
Han har (2024) skrivit sjutton romaner och tre novellsamlingar, och har även bidragit till antologier och kåserier i deckartidningar. Enligt Svenska Deckarakademins webbplats har han skrivit ett hundratal noveller. Han är gift med psykoterapeuten Helena Durling, har två vuxna barn och bor i Danderyds kommun.

### Romaner
- Gammal ost (1971)
- Hemsökelsen (1972)
- Säg PIP! (1975)
- Annars dör man (1977)
- Min kära bortgångna (1980)
- Tack för lånet (1981)
- Lugnet efter stormen (1983)
- Aldrig i livet (1985)
- In memoriam (1988)
- Synnerliga skäl (1990)
- Tills döden förenar oss (1993)
- Komma till skott (1996)
- Vilddjurets tal (1999)
- Domaredans (2001)
- Vägs ände (2005)
- Den svagaste länken (2008)
- Kända nästet (2022)

### Novellsamlingar
- Styva linan och andra kriminalnoveller (1996)
- Ett steg i rätt riktning (2003)
- Höstligheter (2014)

## Priser och utmärkelser
- Debutant-diplomet 1971
- Bästa svenska kriminalroman 1983
- Sherlock-priset 1983 för Lugnet efter stormen